# Sepp Schramm
Josef „Sepp“ Schramm (* 5. Juni 1938 in Landshut) ist ein ehemaliger deutscher Eishockeytorwart, der seine gesamte Karriere beim EV Landshut verbrachte.

## Karriere
Schon mit 19 Jahren stand Sepp Schramm im Tor des EV Landshut. Lange Jahre war er Stammtorhüter bei den Niederbayern und spielte auch für die deutsche Eishockeynationalmannschaft. Bei den Olympischen Winterspielen 1968 in Grenoble stand er im deutschen Tor. Insgesamt bestritt Schramm 52 Länderspiele für Deutschland.
Schramm wurde 1970 mit dem EV Landshut Deutscher Meister. Nach Ende der Saison 1971/72 beendete er seine Karriere. Bis dahin hatte er 244 Bundesligaspiele bestritten. Für ein weiteres Spiel kehrte er in der Saison 1974/75 in das Trikot der Landshuter zurück, als diese große Personalsorgen plagten.

## Erfolge und Auszeichnungen
- 1970 Deutscher Meister mit dem EV Landshut
- Deutscher Eishockey-Pokalsieger 1969
- Deutscher Oberliga-Meister (2. Liga) 1962, 1963
- Deutscher Oberliga-Vizemeister (2. Liga) 1960, 1961
- In Anerkennung seiner Verdienste um den EV Landshut
 wird die Trikotnummer 1 durch den Verein nicht mehr vergeben.
- B-Weltmeister und Aufstieg in die A-Gruppe 1966